# 騰川美和
騰川 美和（とがわ みわ、1月19日 -）は、日本のフリーアナウンサー、新潟県民エフエム放送（FM PORT）のラジオパーソナリティ。元UXサポーターズ。

## 過去の出演番組
- 『ACTIVE plus』（FM PORT[1]、- 2020年6月）ナビゲーター
- 『スーパーJにいがたプラスi』（新潟テレビ21[8]）レポーター